# حصحيص (المهرة)

تعديل مصدري - تعديل

حصحيص هي إحدى قرى عزلة جاذب بمديرية حوف التابعة لمحافظة المهرة، بلغ تعداد سكانها 22 نسمة حسب تعداد اليمن لعام 2004.